# Firebrand
Firebrand er en britisk film fra 2023 af Karim Aïnouz.

## Medvirkende
- Alicia Vikander som Catherine Parr
- Jude Law som Henry VIII
- Sam Riley som Thomas Seymour
- Eddie Marsan som Edward Seymour
- Simon Russell Beale som Stephen Gardiner
- Erin Doherty som Anne Askew
- Ruby Bentall som Cat
- Bryony Hannah som Ellen
- Maia Jemmett som Dot